# Racopilum mauritianum
Racopilum mauritianum är en bladmossart som beskrevs av C. Müller och Bescherelle 1880. Racopilum mauritianum ingår i släktet Racopilum och familjen Racopilaceae. Inga underarter finns listade i Catalogue of Life.